# 元蕩橋
元荡桥是一座橫跨元蕩的橋樑，全长180米，采用双向四车道，地處中華人民共和國上海市青浦區与江苏省蘇州市吴江區交界處，該橋连接苏州吴江的康力大道和上海青浦的東航路。該橋樑於2020年年底建成通车。